# Zaszczobje (przystanek kolejowy)
Zaszczobje (biał. Зашчоб’е, ros. Защобье) – przystanek kolejowy w miejscowości Zaszczobje, w rejonie rzeczyckim, w obwodzie homelskim, na Białorusi. Leży na linii Wasilewicze - Chojniki.